# LOVG - Grandes éxitos
Albums de La Oreja de Van Gogh
Más guapa A las cinco en el Astoria
LOVG - Grándes éxitos est le sixième album de La Oreja de Van Gogh, sorti en 2008.

## Titres
1. Cuídate (Méfiez-vous) 2:48
2. 20 de enero (20 janvier) 3:43
3. El 28 (Le 28) 2:48
4. París (Paris) 3:46
5. La playa (La plage) 4:07
6. Muñeca de trapo (Poupée de chiffons) 3:54
7. Puedes contar conmigo (Vous pouvez compter sur moi) 3:56
8. Rosas (Roses) 3:56
9. Dulce locura (Douce folie) 3:49
10. Cuéntame al oído (Parlez-moi à l'oreille) 3:10
11. Vestido azul (Robe Bleue) 3:10
12. Pop (Pop) 2:31
13. Geografía (Géographie) 3:17
14. Mariposa (Papillon) 4:02
15. En mi lado del sofá (De mon côté du canapé) 3:30
16. Soledad (bonus track) (Solitude) 3:52